# Tjuleni-Inseln
Die Tjuleni-Inseln (kasachisch Түлен аралдары Tülen araldary, russisch Тюленьи острова; deutsch Robbeninseln) sind eine Gruppe von fünf Inseln im nördlichen Kaspischen Meer. Sie liegen am Eingang der Mangyschlak-Bucht, etwa 25 Kilometer nördlich von Kap Tjub-Karagan, dem nordwestlichen Ende der Tjub-Karagan-Halbinsel (Mangistau-Halbinsel).
Die Inselgruppe gehört zum Gebiet Mangistau der Republik Kasachstan. Von der Gesamtfläche der Inseln nimmt die größte und westlichste Insel, Kulaly, 68 km² ein. Die einzelnen Inseln sind (russische Bezeichnungen):
1. Kulaly (Westen) (68 km²)
2. Morskoi (Zentrum/Norden)
3. Nowy (Neue Insel) (Osten)
4. Podgorny (Südosten) (16,5 km²)
5. Rybatschi (Süden)

Hauptinsel ist Kulaly, die mehr als die Hälfte der Gesamtfläche (68 von 130 km²) auf sich vereinigt.